# Hohenwald
Hohenwald é uma cidade localizada no estado norte-americano de Tennessee, no Condado de Lewis.

## Demografia
Segundo o censo norte-americano de 2000, a sua população era de 3754 habitantes.
Em 2006, foi estimada uma população de 3831, um aumento de 77 (2.1%).

## Geografia
De acordo com o United States Census Bureau tem uma área de
11,3 km², dos quais 11,3 km² cobertos por terra e 0,0 km² cobertos por água. Hohenwald localiza-se a aproximadamente 293 m acima do nível do mar.

## Localidades na vizinhança
O diagrama seguinte representa as localidades num raio de 36 km ao redor de Hohenwald.